# Фоменко, Мартин Федорович
Мартин Фёдорович Фоменко (1893—1921) — анархо-махновец.
Родился в 1893 году в крестьянской семье в селе Новоспасовка, Мариупольского уезда, Екатеринослаской губернии.
В 1910 году присоединился к анархистам стал членом Новоспасовской группы анархистов-коммунистов.
В 1918 году принял активное участие в антигетьманском восстании, в этом же году присоединился к махновцам. В РПАУ командовал полком .
29 декабря 1921 года был расстрелян ЧК.